# マックス・ルドルフ
マックス・ルドルフ（英語: Max Rudolf, 1902年6月15日フランクフルト - 1995年3月1日フィラデルフィア）は、ドイツ生まれのアメリカの指揮者。

## 略歴
ドイツのフランクフルトに生まれ、個人的に作曲を学んだ後、ホーホ音楽院でピアノを学んだ。
1922年からフライブルク市立歌劇場のコレペティトールとしてキャリアをスタートさせ、ダルムシュタット州立劇場やプラハのドイツ歌劇場などの指揮台に立った。ドイツ歌劇場では、首席指揮者ジョージ・セルのもとで第一指揮者を務めたが、ルドルフの知識を高く評価していたセルは、ルドルフに自分の演奏を自由に批判させたという。
1935年にはスウェーデンのエーテボリ交響楽団の指揮者となったが、1940年に渡米してメトロポリタン歌劇場の指揮者陣に加わった。1950年には、同歌劇場の音楽監督に就任している。1958年からはシンシナティ交響楽団の音楽監督に就任し、同オーケストラの技術水準を大きく引き上げた。1966年には、同オーケストラと初来日を果たしている。1969年からはフィラデルフィアのカーティス音楽院で後進の指導に当たり、ニュージャージー交響楽団の音楽顧問などを歴任した。フィラデルフィアにて没。
国際的によく知られた著書「指揮の文法」の改訂はライフワークとなっており、最終決定版が出版されたのは死の2年前である。

## 著書
- 『指揮法』マックス・ルードルフ (著)・大塚明 (翻訳)、音楽之友社 (1968年、最終決定版ではないので注意)
- The Grammar of Conducting  A Comprehensive Guide to Baton Technique and Interpretation, Schirmer Books.(最終決定版、1993 Spring完成の第3版)

### 英語文献
- A musical life: writings and letters. Max Rudolf, Michael Stern and Hanny Bleeker White. Published by Pendragon Press, 2001.

### 日本語文献
- マイケル・チャーリー 著、伊藤氏貴 訳『ジョージ・セル 音楽の生涯』鳥影社、2022年。ISBN 978-4-86265-932-3。